# 1830 Поґсон
1830 Поґсон (1830 Pogson) — астероїд головного поясу, відкритий 17 квітня 1968 року.
Тіссеранів параметр щодо Юпітера — 3,670.
Названий на честь англійського астронома Нормана Поґсона (1829—1891).